# Næsehornsbiller
Næsehornsbiller (Dynastinae) er en gruppe af biller, som hører til familien Torbister (Scarabaeidae). Denne underfamilie omfatter nogle af de allerstørste og tungeste biller. I Norden forekommer bare én art i denne gruppe, næsehornsbillen (Oryctes nasicornis). Der er mere end 300 kendte arter af næsehornsbiller, de fleste findes i troperne. På trods af deres drabelige udseende er disse biller harmløse og spiser kun planteføde. Visse steder er billerne skadedyr, fx i skovplantager.

## Horn
Hannernes horn bruges til kamp – både om hunner og om fødesteder på træer, træstammer og afgrøder. Hornene bruges ikke til at såre modstanderen, men nærmere til at tvinge rivaler væk fra det omstridte område. 
Nogle arter, såsom Herkulesbillen (Dynastes hercules) kan blive omkring 18 cm lang, af hvilke 10 cm er horn. Herkulesbillen og den beslægtede D. neptunus er spektakulære, og ligner et par kæmpe-tænger. De findes i amerikanske regnskove og har lodret orienterede horn. Det længste af de to horn buer fremad fra bagved hovedet, mens det andet udgår fra selve hovedet. Et andet imponerende eksemplar er den 13 cm lange Elefantbille (Megasoma elephas) fra regnskovene i Mellem- og Sydamerika. Hannens hoved har hele fire horn: Et langt horn med en delt spids, og 3 andre bagved på forkroppen. En europæisk art, Oryctes nasicornis, har horn som peger bagud. Denne art findes i Danmark.

## Levevis og trusler
Nogle næsehornsbiller har en lang udviklingstid. Megasoma-larver tilbringer tre til fire år mellem æg og voksen, mens de udvikler sig i store rådnende træstammer. Ligesom mange arter af næsehornsbiller er de truede af handel med eksotiske insekter, og skovfældning gør dem stadig mere sjældne.
- Næsehornsbille (Oryctes nasicornis)
- Næsehornsbillens larver
- Herkulesbille (Dynastes hercules)
- Næsehornsbillens hun har ingen horn

## Næsehornsbillen som husdyr
I Asien holdes billerne som kæledyr. De benyttes også til kampsport dvs. hanekamp, hvor hanerne er udskiftet med biller .

## Arter
Oryctes nasicornis (en:European rhinoceros beetle)
Næsehornsbillen (Oryctes nasicornis) er den eneste næsehornsbille, der lever i den nordlige del af Europa. Dens ernæring er dødt organisk materiale fx. savsmuld. Den lever i den sydlige del af Danmark. Næsehornsbillen er temmelig sjælden i Danmark og tæt på at være en truet. Billen kan blive 6 cm lang, men er normalt 22-39 millimeter.
Chalcosoma atlas (en:Atlas beetle)
Denne art lever i Asien, særligt Malaysia. Den kan blive omkring 13 cm lang.
Xylotrupes ulysses (en:Common Rhinoceros Beetle)
Arten lever i Australien.
Megasoma elephas (en:Elephant beetle)
Elefantbillen (Megasoma elephas) lever i regnskovene i Central- og Sydamerika, Australien og USA. Den kan blive 13 cm lang.
Dynastes hercules (en:Hercules Beetle)
Herkulesbillen er den største og mest kendte af næsehornsbillerne. Den kan blive helt op til 18 cm lang . Den lever i regnskovene i Mellem- og Sydamerika og på de Små Antiller.
Allomyrina dichotoma (en:Japanese Rhinoceros Beetle )
Denne art lever i Japan, Korea, Taiwan og Kina. I mange asiatiske lande holdes billen som kæledyr og ses ofte afbilledet som figurer i tegneserier, fx: Pokémon og Yu-Gi-Oh!.
Strategus aloeus (en:Ox Beetle )
Arten lever i USA og især mod syd i Mexico og Syd- og Mellemamerika. Billen kan blive 6 cm lang.
- Xylotrupes ulysses
- Elefantbille (Megasoma elephas)
- Herkulesbille (Dynastes hercules)
- Allomyrina dichotoma
- Strategus aloeus